# الخریجه
الخریجه (به عربی: الخریجة) یک روستا در سوریه است که در ناحیه بری شرقی واقع شده‌است. الخریجه ۱۴۲ نفر جمعیت دارد.